# Jakšiči
Jakšiči (lokalna izgovorjava Jašči) so naselje v Občini Kostel.